# Natació als Jocs Olímpics d'estiu de 1912 - 100 metres esquena masculins
Els 100 metres esquena masculins va ser una de les nou proves de natació que es disputaren als Jocs Olímpics d'Estocolm de 1912. Era la segona vegada que es disputava aquesta prova en uns Jocs, després que fos introduïda el 1908. La competició es disputà entre el 9 i el 13 de juliol de 1912. Hi van prendre part 17 nedadors procedents de 7 països.

## Medallistes
| Or                 | Plata           | Bronze             |
| Harry Hebner (USA) | Otto Fahr (GER) | Paul Kellner (GER) |

## Rècords
Aquests eren els rècords del món i olímpic que hi havia abans de la celebració dels Jocs Olímpics de 1912.
| Rècord del Món | 1:15.6 | Otto Fahr        | Magdeburg (GER) | 29 d'abril de 1912   |
| Rècord Olímpic | 1:24.6 | Arno Bieberstein | Londres (GBR)   | 17 de juliol de 1908 |

El rècord olímpic va ser millorat durant la primera sèrie. Harry Hebner va establir un temps de 1:21.0. en la primera semifinal millorà el seu propi rècord, amb un temps de 1:20.8.

## Results

### Quarts de final
Els dos primers de cada sèrie i el millor tercer passen a semifinals.
Sèrie 1
| Posició | Nedador             | Temps  | Qual. |
| ------- | ------------------- | ------ | ----- |
| 1       | Harry Hebner (USA)  | 1:21.0 | QS OR |
| 2       | Otto Groß (GER)     | 1:24.0 | QS    |
| 3       | Åke Bergman (SWE)   | 1:33.8 |       |
| —       | Oscar Schiele (GER) | DQ     |       |

Sèrie 2
| Posició | Nedador              | Temps  | Qual. |
| ------- | -------------------- | ------ | ----- |
| 1       | Otto Fahr (GER)      | 1:22.0 | QS    |
| 2       | George Webster (GBR) | 1:29.4 | QS    |
| 3       | Hugo Lundevall (SWE) | 1:46.8 |       |
| —       | János Wenk (HUN)     | DQ     |       |

Sèrie 3
| Posició | Nedador              | Temps  | Qual. |
| ------- | -------------------- | ------ | ----- |
| 1       | András Baronyi (HUN) | 1:22.0 | QS    |
| 2       | Paul Kellner (GER)   | 1:26.0 | QS    |
| 3       | Harry Svendsen (NOR) | 1:47.2 |       |
| —       | Oscar Grégoire (BEL) | DQ     |       |

Sèrie 4
| Posició | Nedador                 | Temps  | Qual. |
| ------- | ----------------------- | ------ | ----- |
| 1       | Herbert Haresnape (GBR) | 1:27.0 | QS    |
| 2       | Erich Schultze (GER)    | 1:27.2 | QS    |
| 3       | Gunnar Sundman (SWE)    | 1:31.2 | qs    |
| 4       | John Johnsen (NOR)      | 1:34.2 |       |

Sèrie 5
| Posició | Nedador                  | Temps  | Qual. |
| ------- | ------------------------ | ------ | ----- |
| 1       | László Szentgróthy (HUN) | 1:26.6 | QS    |
| 2       | Frank Sandon (GBR)       | 1:31.8 | QS    |

### Semifinals
Els dos primers de cada semifinal i el millor tercer passen a la final.
Semifinal 1
| Posició | Nedador                  | Temps  | Qual. |
| ------- | ------------------------ | ------ | ----- |
| 1       | Harry Hebner (USA)       | 1:20.8 | QF OR |
| 2       | Otto Fahr (GER)          | 1:21.8 | QF    |
| 3       | András Baronyi (HUN)     | 1:26.2 | qf    |
| 4       | László Szentgróthy (HUN) | 1:26.4 |       |
| 5       | Erich Schultze (GER)     |        |       |
| 6       | George Webster (GBR)     |        |       |

Semifinal 1
| Posició | Nedador                 | Temps  | Qual. |
| ------- | ----------------------- | ------ | ----- |
| 1       | Otto Groß (GER)         | 1:26.0 | QF    |
| 2       | Paul Kellner (GER)      | 1:26.2 | QF    |
| 3       | Herbert Haresnape (GBR) | 1:26.8 |       |
| 4       | Frank Sandon (GBR)      | 1:32.2 |       |
| —       | Gunnar Sundman (SWE)    | 1:35.0 |       |

### Final
| Posició | Nedador              | Temps  |
| ------- | -------------------- | ------ |
| 1       | Harry Hebner (USA)   | 1:21.2 |
| 2       | Otto Fahr (GER)      | 1:22.4 |
| 3       | Paul Kellner (GER)   | 1:24.0 |
| 4       | András Baronyi (HUN) | 1:25.2 |
| 5       | Otto Groß (GER)      | 1:25.8 |